# GridMathematica
O gridMathematica é um software vendido pela Wolfram Research que estende a capacidade de processamento em paralelo de seu principal produto, o Mathematica.

## Recursos
O gridMathematica aumenta o número de processos em paralelo que o Mathematica é capaz de executar por vez. Cada processo em paralelo aplica uma CPU adicional para certa tarefa. Uma licença padrão do Mathematica permite a execução de até quatro tarefas em paralelo por vez. Ao aumentar o número de tarefas disponíveis, alguns tipos de problemas podem ser resolvidos em menos tempo.
O Mathematica padrão consiste de uma front end que oferece uma interface ao usuário e processos de controle (o controle do kernel) que divide e executa tarefas computacionais em até quatro processos. O Mathematica chama os processos ao executar computações com os "compute kernels". O gridMathematica permite que processos adicionais sejam utilizados.
O gridMathematica está disponível em dois modos. As licenças do "gridMathematica Local" permitem o uso de até 8 kernels em um único computador. Já a opção "gridMathematica Server" oferece a habilidade de usar até 16 kernels distribuídos em mais de um computador. O Mathematica] gerencia as comunicações que acontecem durante o processo como priorização, memória virtual compartilhada, e recuperação de falhas. 
O gridMathematica é capaz de escalar sistemas maiores quando licenças são compradas. Processos de computação podem ser localizados em uma única máquina com múltiplos processadores ou distribuidos através de uma rede heterogênea. Plataformas 64-bits podem ser utilizadas. A comunicação entre os kernels e o front end usa a interface do Mathlink, que é uma interface projetada para permitir que programas externos se comuniquem com o Mathematica. A comunicação é feita através de TCP/IP e usa SSH ou RSH para autenticação.

## História
Antes do lançamento do Mathematica 7, o gridMathematica e o produto descontinuado o Mathematica Personal Grid Edition eram as únicas versões do Mathematica a oferecer computações em paralelo. Eles funcionavam como produtos standalone incluindo o Front End e Kernels de Controle e o Conjunto de Ferramentas de Computação em Paralelo desenvolvido por Roman Maeder, um dos criadores do Mathematica. Com o lançamento do Mathematica 7, as ferramentas de programação em paralelo foram redesenhadas e incluídas no Mathematica, e o gridMathematica foi re-projetado para trabalhar diretamente com o Mathematica.